# Turrican 3
A Turrican 3: Payment Day (más néven: Mega Turrican) az 1991-ben számos platformra kiadott Turrican videójáték-sorozat harmadik darabja. A szoftverlicenc birtokosa a Factor 5 videójáték kiadó.

## A kiadás körülményei
A Turrican sorozat harmadik része 1993-ban készült el, elsőként Sega Mega Drive-ra (Mega Turrican néven), majd Amigára (Turrican 3 néven), de mégis utóbbi platformra jelent meg elsőként a Rainbow Arts kiadó jóvoltából Németországban és a Renegade Software terjesztésében Európa többi részén. Az Amiga verzió azonban ezzel együtt is a Mega Drive-os változat tervein alapult.
A Factor 5 rögtön a Turrican II megjelenése után elkezdett dolgozni a harmadik részen, Turrican III munkanéven. El is készült egy demó, mely már sok mindent tartalmazott a végleges játékból, azonban az Amiga piac ismétlődő gyengélkedése miatt a Rainbow Arts-szal közösen úgy döntöttek, hogy Sega Mega Drive-ra fogják kifejleszteni a játékot. Teljesen újratervezték a programot a konzolhoz igazítva és a munkába bevonták a Kaiko GmbH egyes tagjait is. A Mega Turricanként ismert játék fejlesztése 1993 tavaszára elkészült, azonban nem sikerült eddigre tető alá hozni a terjesztéssel kapcsolatos megállapodást, a Rainbow Arts pedig nem tevékenykedett közvetlenül a konzol piacon. A Mega Drive-os változat nem talált kiadóra 1994-ig, amikor a Data East vállalta fel közvetlenül az amerikai terjesztést, az európait pedig alvállakozásba adta a Sony Imagesoft-nak. Ezt a változatot 2008-ban újra kiadták a Wii Virtual Console elektronikus szoftverterjesztési szolgáltatásán (az azóta megszűnt Wii Shop Channel alkalmazásbolton keresztül) keresztül Európában és Ausztráliában.
A Mega Turrican elkészülte után a Kaiko megkereste a Rainbow Arts-ot, hogy szeretnék elkészíteni a saját harmadik változatukat Amigára. Újrakezdték a munkát a kezdetleges állapotban maradt Amiga verzión, melyet azonban a már meglévő Mega Turrican konverziójával oldottak meg. A kódolást az éppen szétesőben lévő Kaiko-ból kivált Peter Thierolf (Neon Studios) végezte. Ennek a projektnek lett végül a neve Turrican 3, ahol a római III. helyetti latin szám jelzi, hogy nem az eredeti Factor 5 projektről van szó. Végül 1993 őszén a Mega Drive verzió előtt dobták piacra Európában, annak kiadási nehézségei miatt.
A Rainbow Arts fontolgatta a játék kiadását DOS-ra és Acorn Archimedes platformra, még egy 1994 nyári céldátum is volt, de ezek a fejlesztések végül sohasem valósultak meg.

## Alaptörténet
Sok idő telt el, mióta az emberiség utoljára hallott a Gép (The Machine) felől. Bren McGuire épp az Egyesült Bolygók Szabad Hadereje (United Planets Freedom Forces) egyik küldetésén van, amikor hirtelen legrosszabb rémálma válik valóra. Bren abban a hiszemben élt, hogy a Gépet elpusztította a Landorin bolygón. Senki sem számított rá, hogy vissza fog térni, de most mégis gyülekeznek a sötét erők az irányítása alatt. Terror söpör végig és a Gép tucatnyi bolygót pusztít el és népek százait taszítja szolgasorba. Bren most a Szabad Haderő vezetője és az emberiség egyetlen reménye, hogy legyőzze a gonosz hordáit. Ismét felölti a Turrican rohamöltözetet és végső bosszút esküszik.

## Játékmenet
| Szerző          | Értékelés |
| --------------- | --------- |
| 576 KByte       | 92%       |
| Amiga Action    | 81%       |
| Amiga Computing | 90%       |
| Amiga Power     | 62%       |
| The One Amiga   | 79%       |

| Szerző          | Díj               |
| --------------- | ----------------- |
| Amiga Computing | GamerGold         |
| Amiga Joker     | Hit               |
| CU Amiga        | Amiga Screen Star |

| Összegzőoldal | Értékelés |
| ------------- | --------- |
| GameRankings  | 74%       |

| Szerző        | Értékelés |
| ------------- | --------- |
| IGN           | 7,5/10    |
| Nintendo Life | [ 13 ]    |
| Sega-16.com   | 8/10      |

Az előző részekhez hasonlóan a Turrican 3 is lehetőséget ad titkos rejtekhelyek felfedezésére. A Turrican II-höz hasonlóan három elsődleges fegyver használható: Pattogó lövedék, Lézer és Soklövetű, melyeknek különböző tűzerejük van. Van továbbá egy fehér lézer "fal", mely a játékos mindegyik oldaláról eltakarítja, ami nem odavaló. A tűzgomb lenyomására egy nagyerejű másodlagos fegyver is aktiválható, mely lényegében egy irányítható lézernyaláb, és amely elengedhetetlen a főellenségek ellen. Számos extra képesség is található a pályákon, melyek ládákba vannak rejtve és lehetnek pajzsok, életerő löketek, illetve elsődleges vagy másodlagos fegyverek. Itt is lehetőség van elpusztíthatatlan labdává zsugorodni, mely "üzemmódban" olyan helyekre is beférkőzhetünk, ahova különben nem tudnánk.

## Fordítás
- Ez a szócikk részben vagy egészben  a   Mega Turrican című angol Wikipédia-szócikk fordításán alapul.  Az eredeti cikk szerkesztőit annak laptörténete sorolja fel. Ez a jelzés csupán a megfogalmazás eredetét és a szerzői jogokat jelzi, nem szolgál a cikkben szereplő információk forrásmegjelöléseként.